# Vârful Gemănarea, Munții Parâng
Gemănarea este un vârf montan din Masivul Parâng, Carpații Meridionali, având o altitudine de 2.426 metri. Accesul pe vârf se face dinspre vârful Stoinița (nord) sau dinspre vârful Parângul Mare (sud), pe traseul de creastă.

## Galerie foto

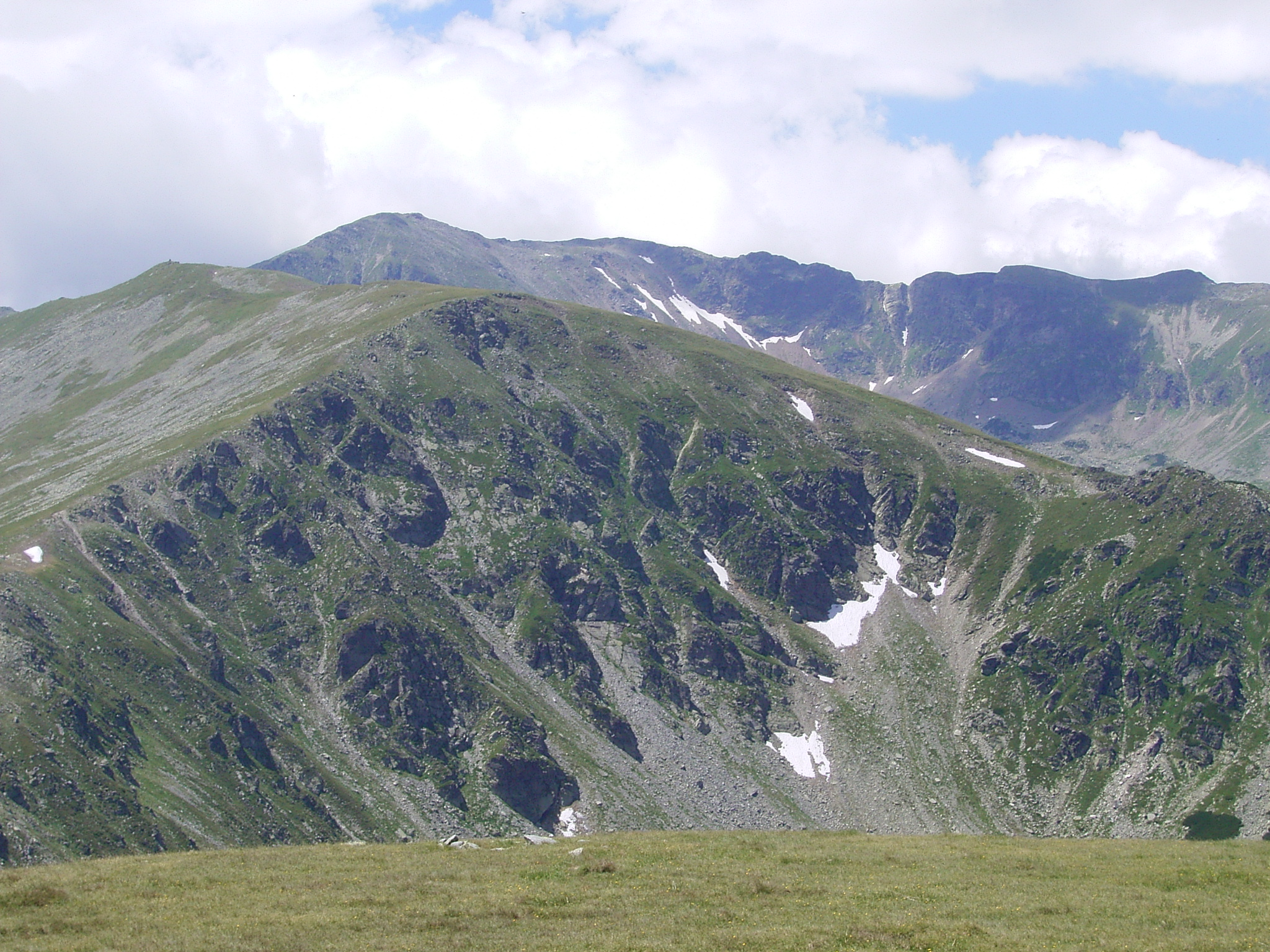
Vârfurile Ieşu, Parângul Mare şi Gemănarea
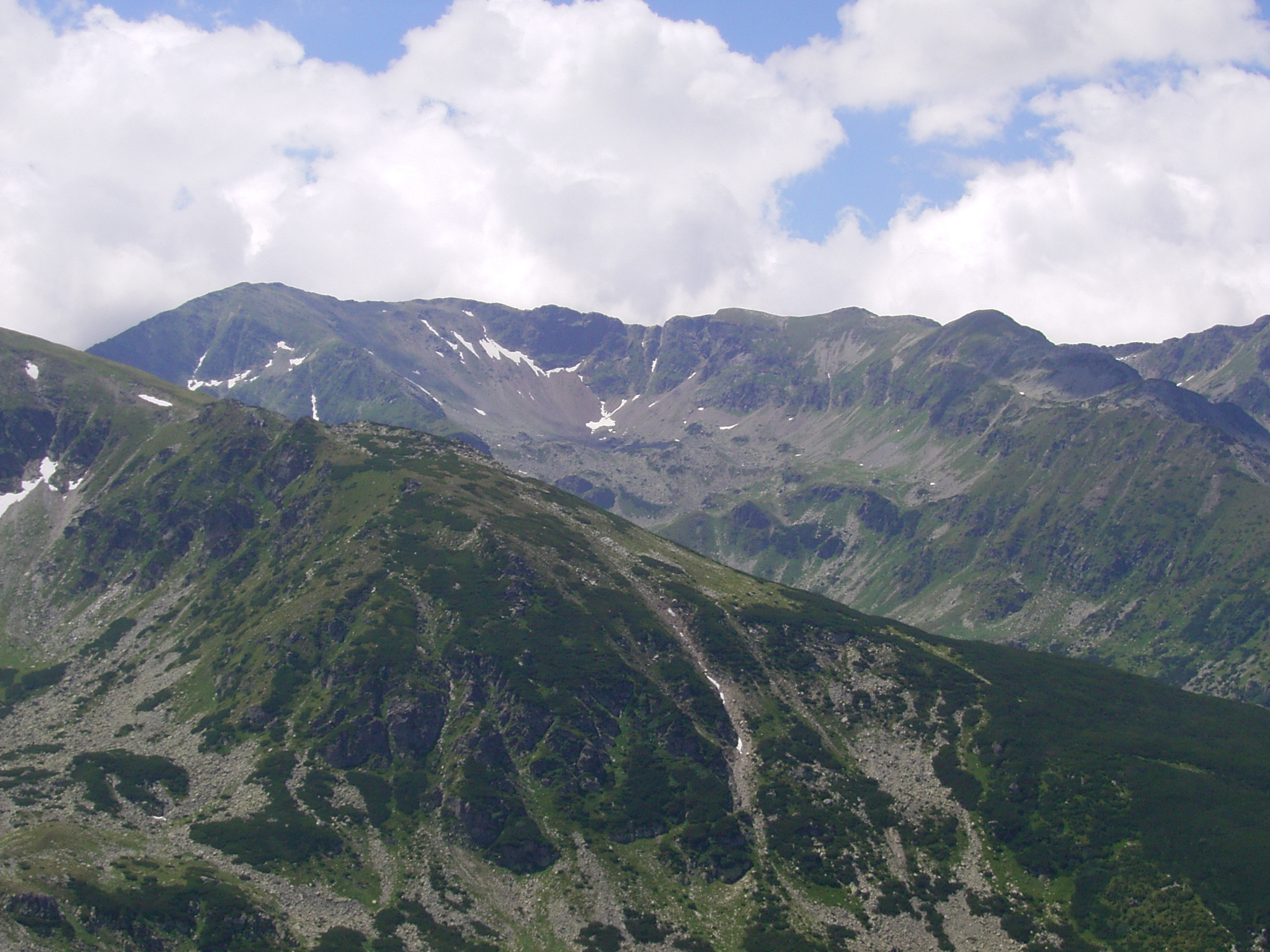
Vârfurile Parângul Mare şi Gemănarea
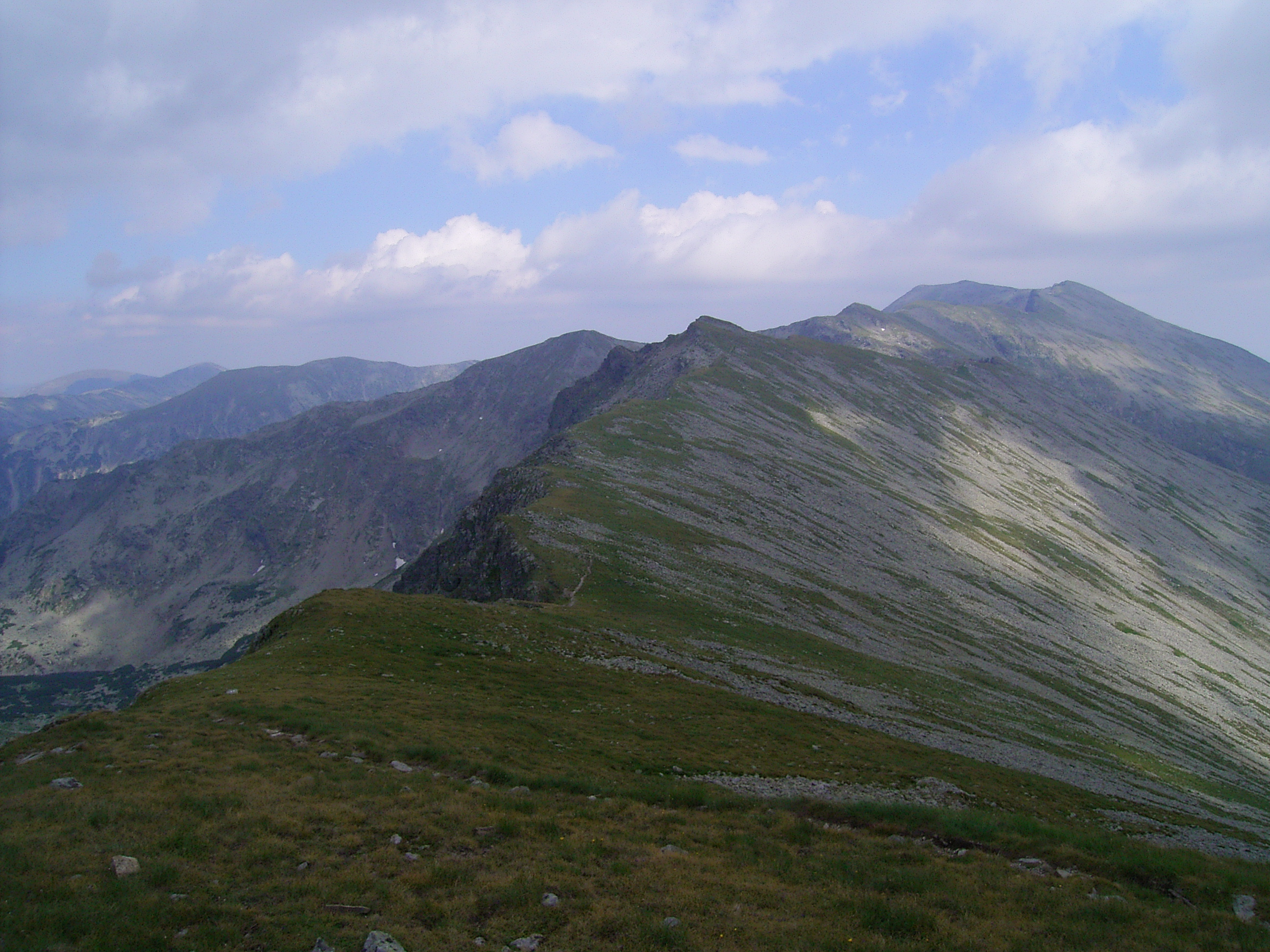
Vârfurile Stoiniţa, Gemănarea şi Parângul Mare
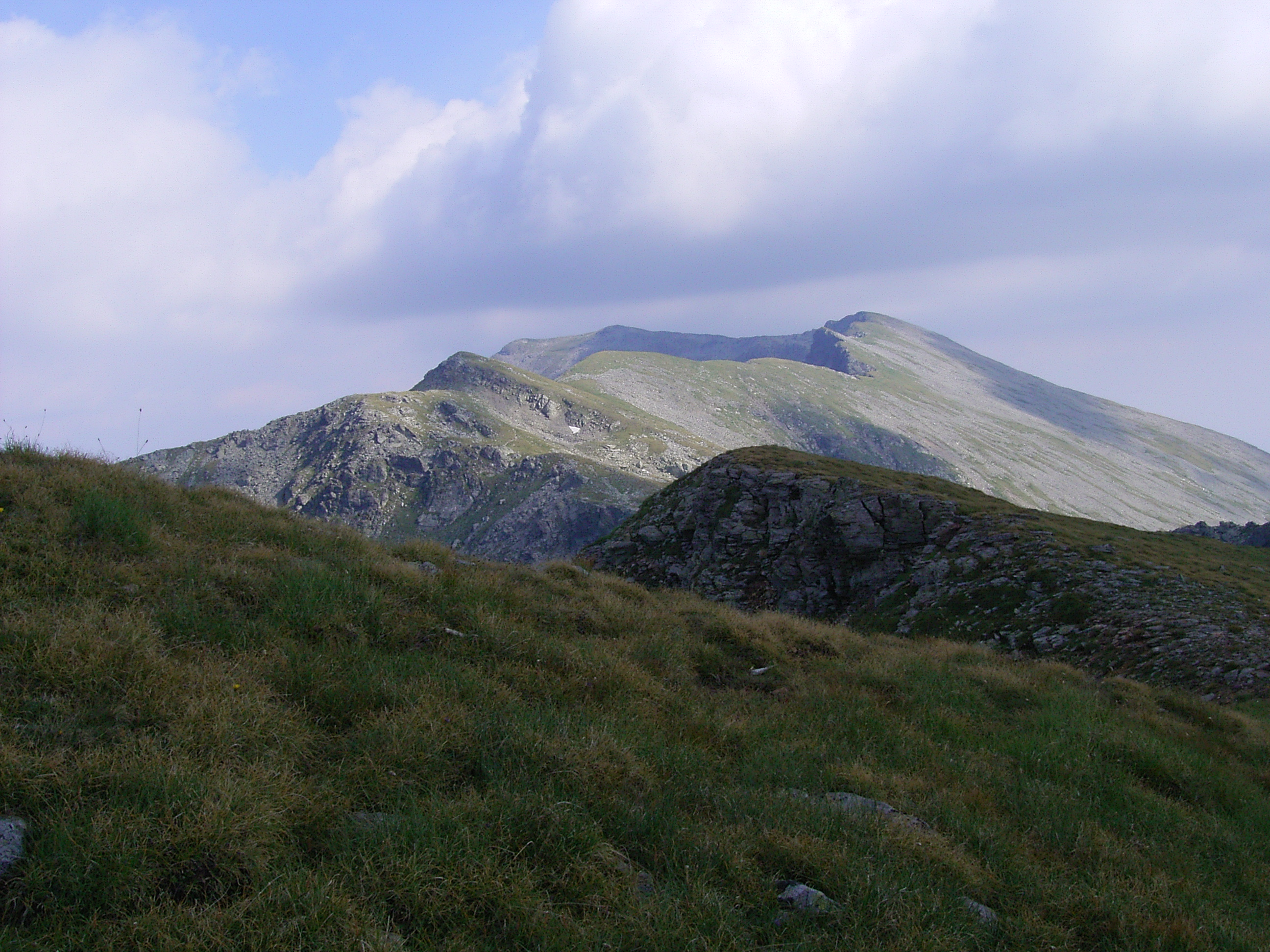
Vârfurile Parângul Mare şi Gemănarea
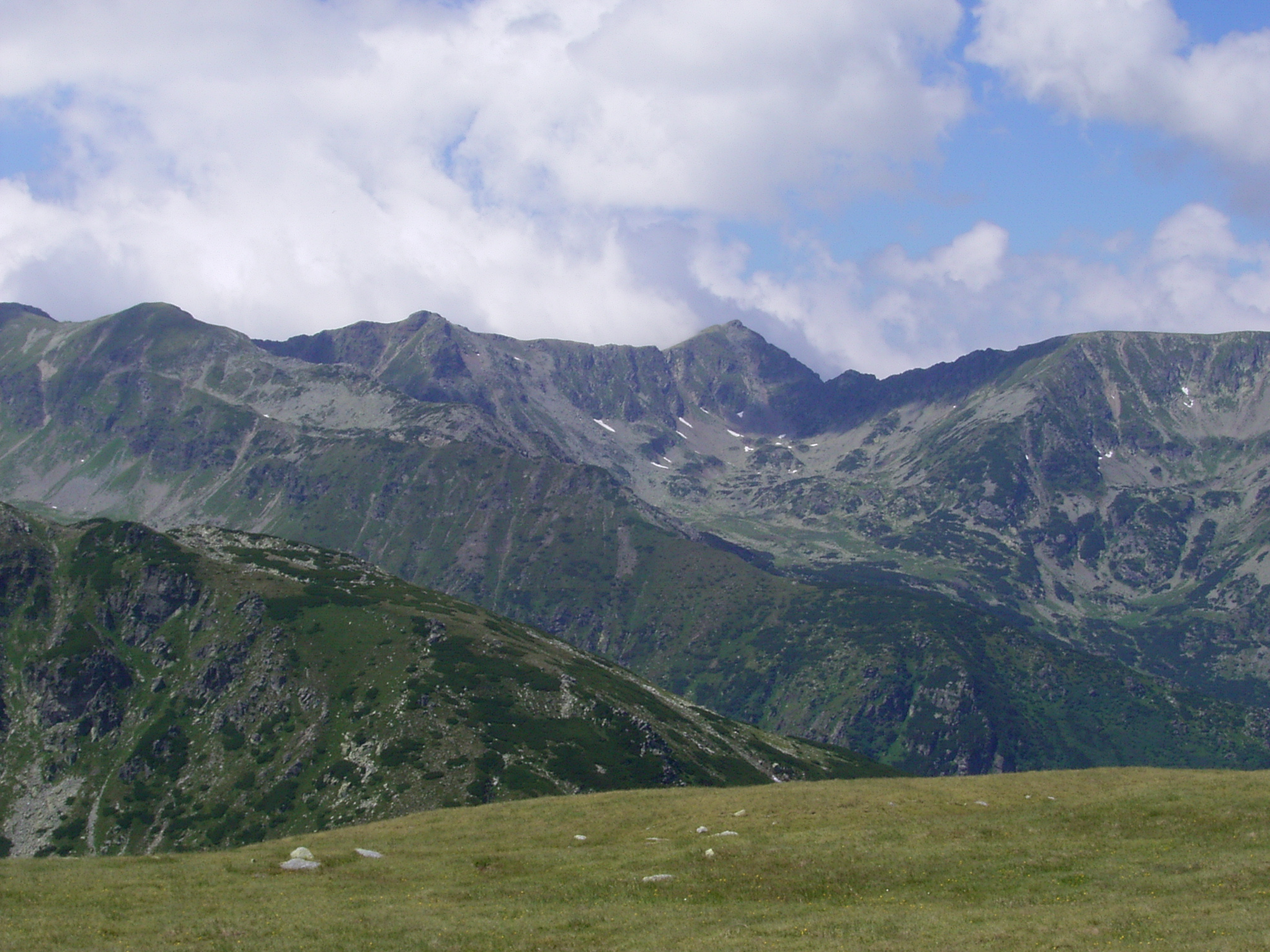
Vârfurile Gemănarea, Stoiniţa şi Cârja
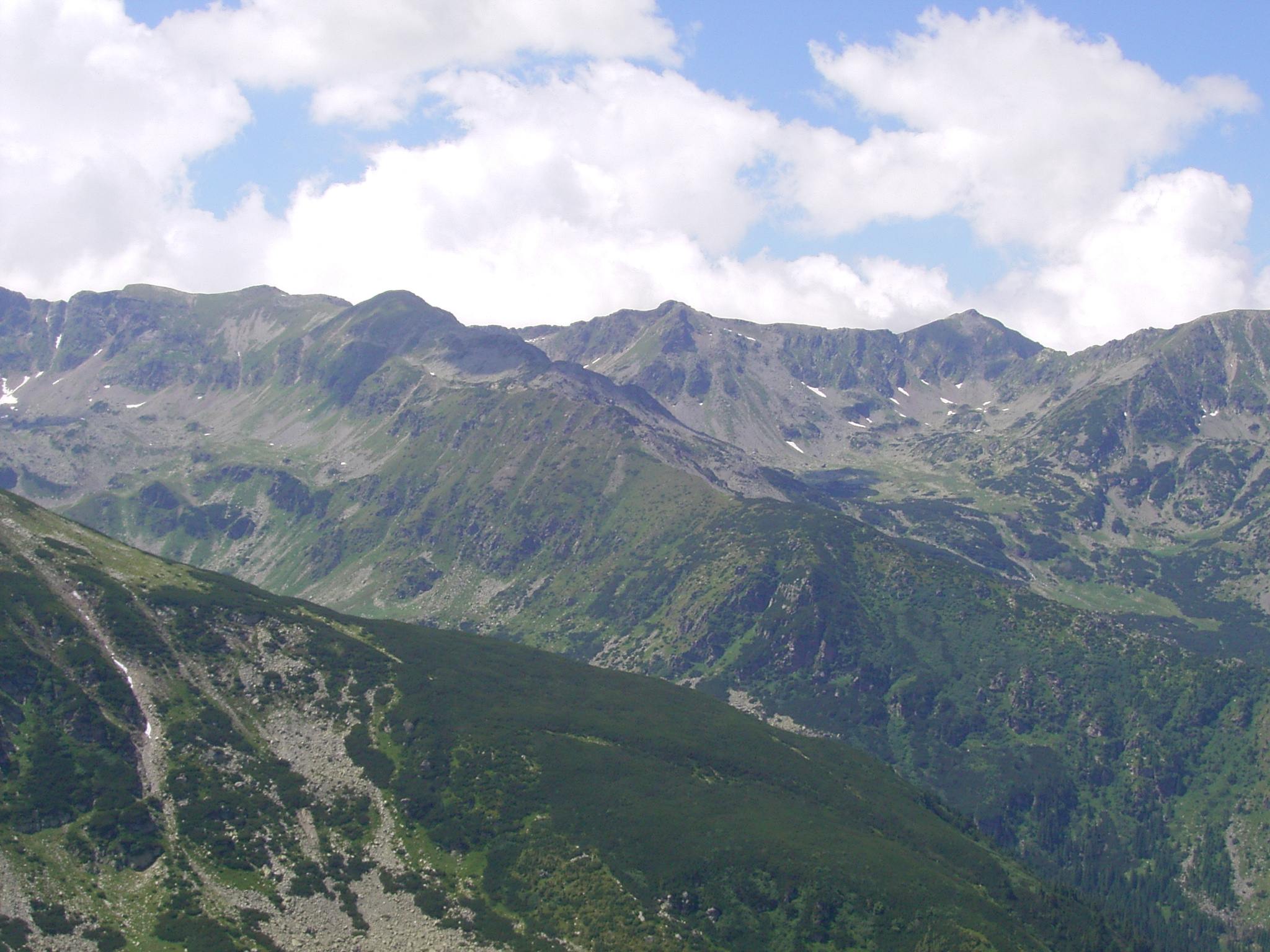
Vârfurile Gemănarea, Stoiniţa şi Cârja
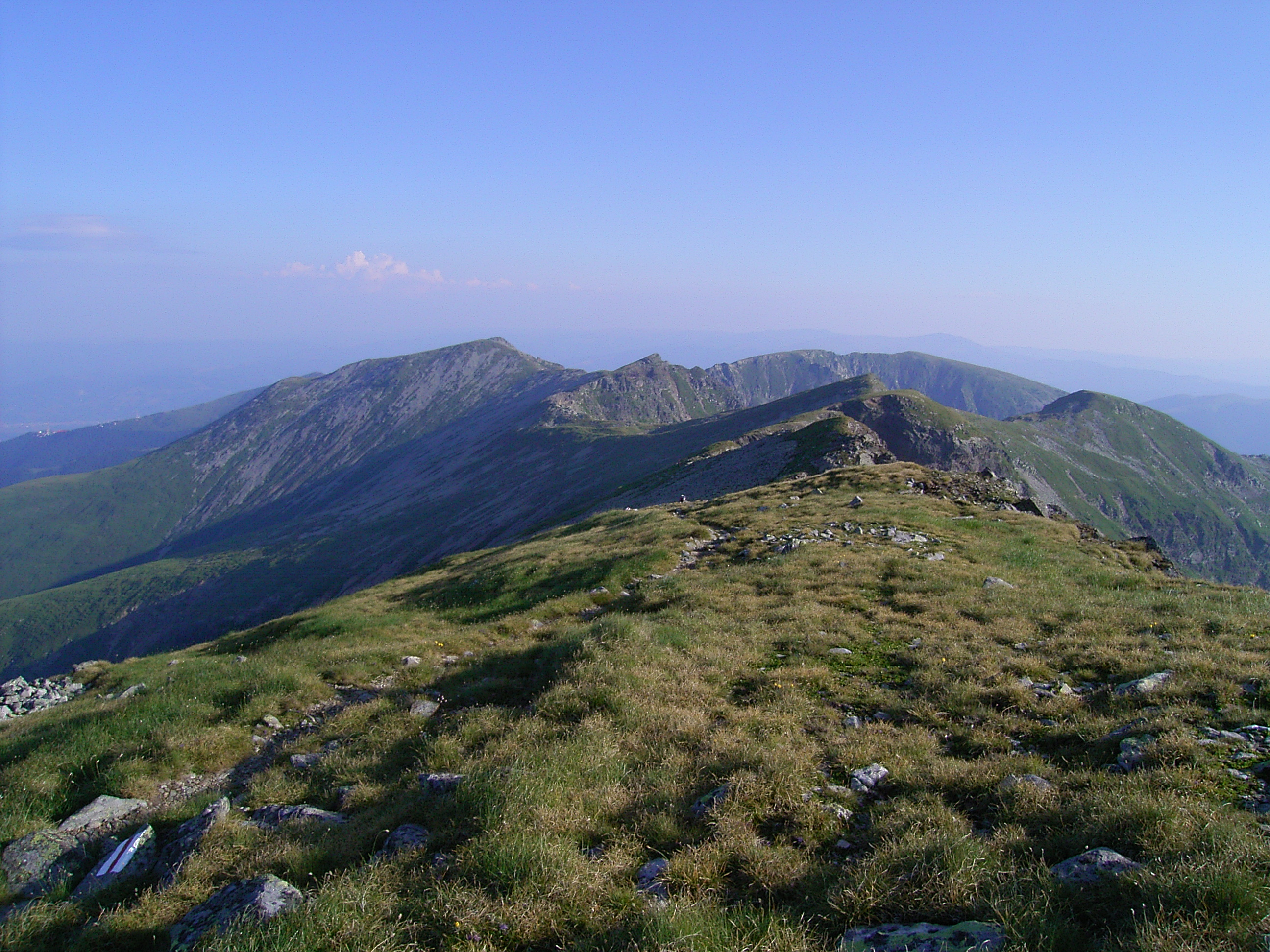
Vârfurile Gemănarea, Stoiniţa şi Cârja
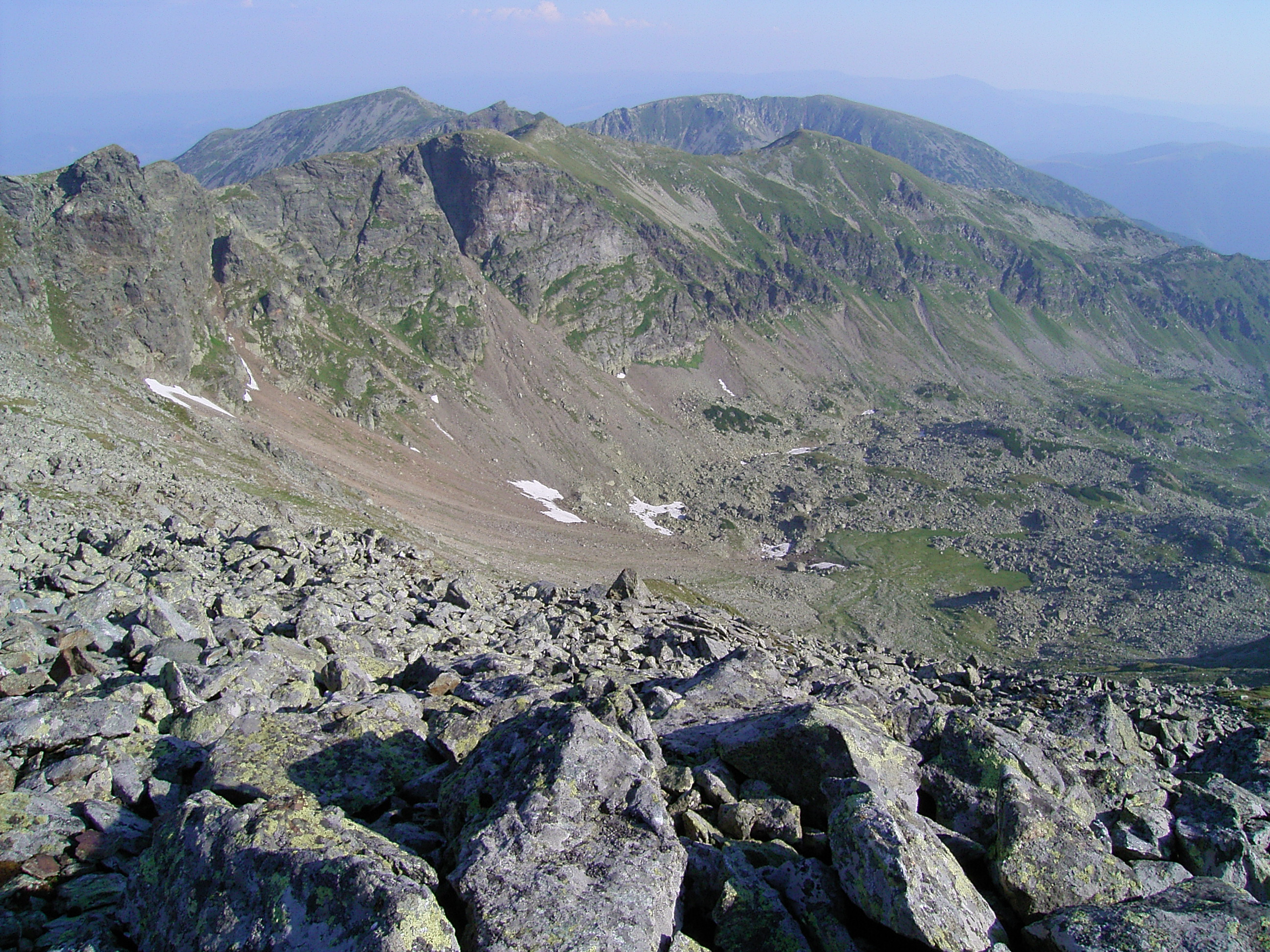
Vârfurile Gemănarea şi Cârja
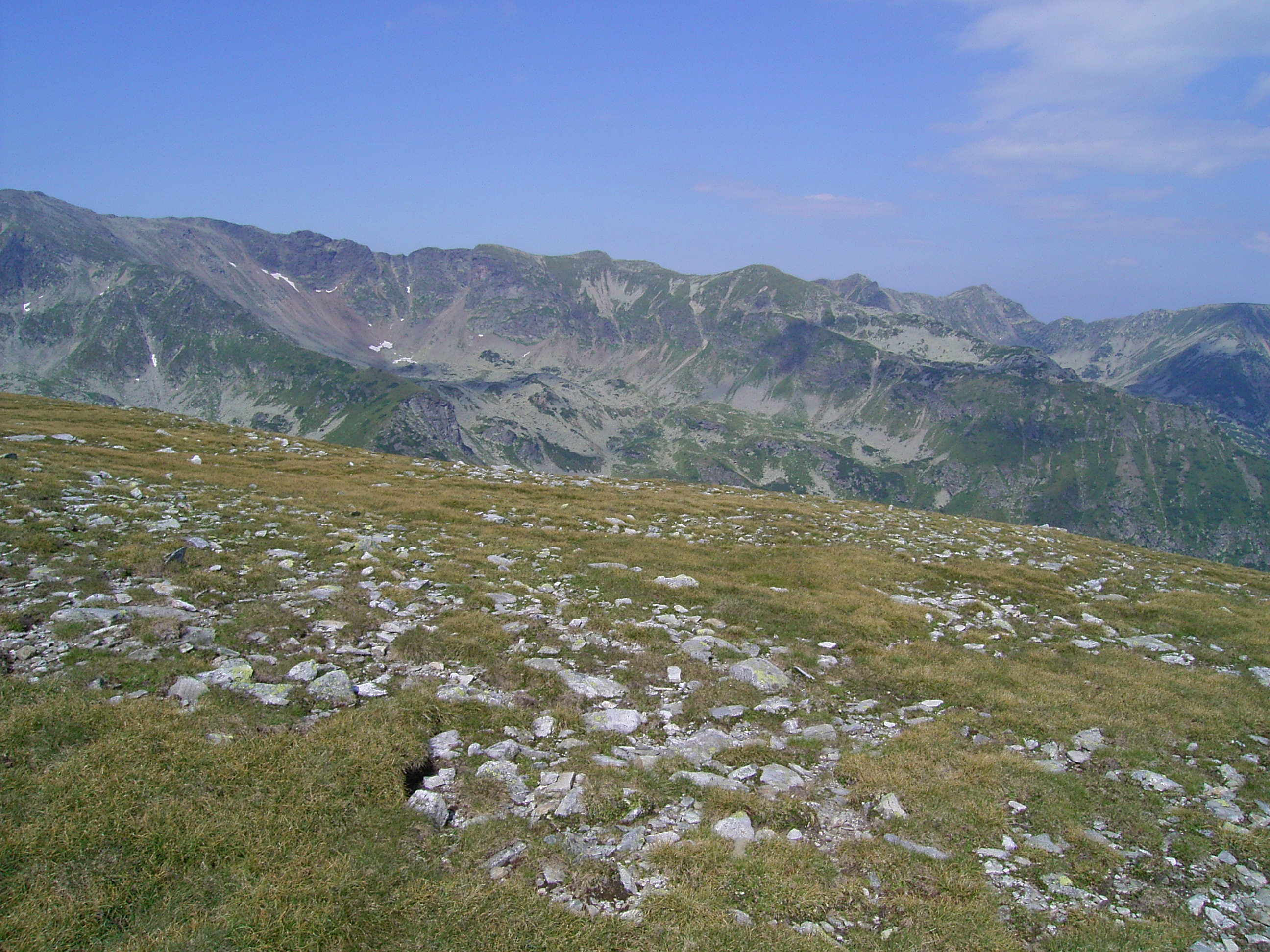
Vârful Gemănarea